# Rhytidoponera haeckeli
Rhytidoponera haeckeli är en myrart som först beskrevs av Auguste-Henri Forel 1910.  Rhytidoponera haeckeli ingår i släktet Rhytidoponera och familjen myror. Inga underarter finns listade i Catalogue of Life.